# James George Frazer

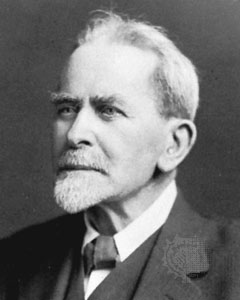
Sir James George Frazer (1933)

Sir James George Frazer (* 1. Januar 1854 in Glasgow; † 7. Mai 1941 in Cambridge) war ein schottischer Ethnologe und Klassischer Philologe. Er vertrat eine evolutionistisch orientierte Anthropologie und gilt neben Edward B. Tylor und Émile Durkheim als Mitbegründer der Religionsethnologie.

## Leben
Frazer war der Sohn des Apothekers Daniel Frazer und seiner Ehefrau Katherine, geborene Brown, beide Mitglieder der Free Church of Scotland. Er besuchte die Schule in Helensburgh und studierte ab 1869 an der Universität Glasgow, wo er seine Liebe zur klassischen Philologie entdeckte, sowie ab 1874 am Trinity College in Cambridge, wo er 1878 mit einer (erst 1930 veröffentlichten) Arbeit über die Platonische Ideenlehre promovierte. Anschließend studierte er Jura am Middle Temple, ohne je zu praktizieren.
Bis auf einen kurzen Aufenthalt an der Universität Liverpool 1907–1908 arbeitete er zeitlebens am Trinity College, wo er 1879 ein Stipendium erhielt, das 1885, 1890, 1895 und schließlich lebenslang verlängert wurde. Im Winter 1883/84 lernte er William Robertson Smith kennen, der ihn zur Mitarbeit an der Encyclopaedia Britannica einlud. Frazer verfasste die Artikel Tabu und Totemismus, zwei Begriffe, um die sein Werk immer wieder kreisen sollte. Im April 1896 heiratete er die aus Frankreich stammende Witwe Lilly Grove (1854–1941; Geburtsname Elisabeth Johanna Adelsdorfer), die zwei Kinder, Lilly Mary Grove und Charles Grenville Grove, in die Ehe brachte. Im Laufe ihres Ehelebens übertrug sie Frazers Werke ins Französische und setzte sich unermüdlich für die öffentliche Anerkennung der wissenschaftlichen Leistung ihres Ehemanns ein.
Die dritte Fassung von Frazers Goldenem Zweig (1928) wurde ein überraschender Verkaufserfolg, der ihn von seinen bisherigen materiellen Sorgen befreite. Nach wiederholt auftretenden Augenbeschwerden erblindete Frazer 1931 vollständig. So war er auf die Hilfe von Sekretären angewiesen, von denen Robert Angus Downie noch zu seinen Lebzeiten seine erste Biografie schrieb. Als er schließlich am 7. Mai 1941 starb, verschied auch seine Frau nur wenige Stunden nach ihm. Er ist zusammen mit seiner Frau auf dem Ascension Parish Burial Ground in Cambridge begraben.

## Auszeichnungen

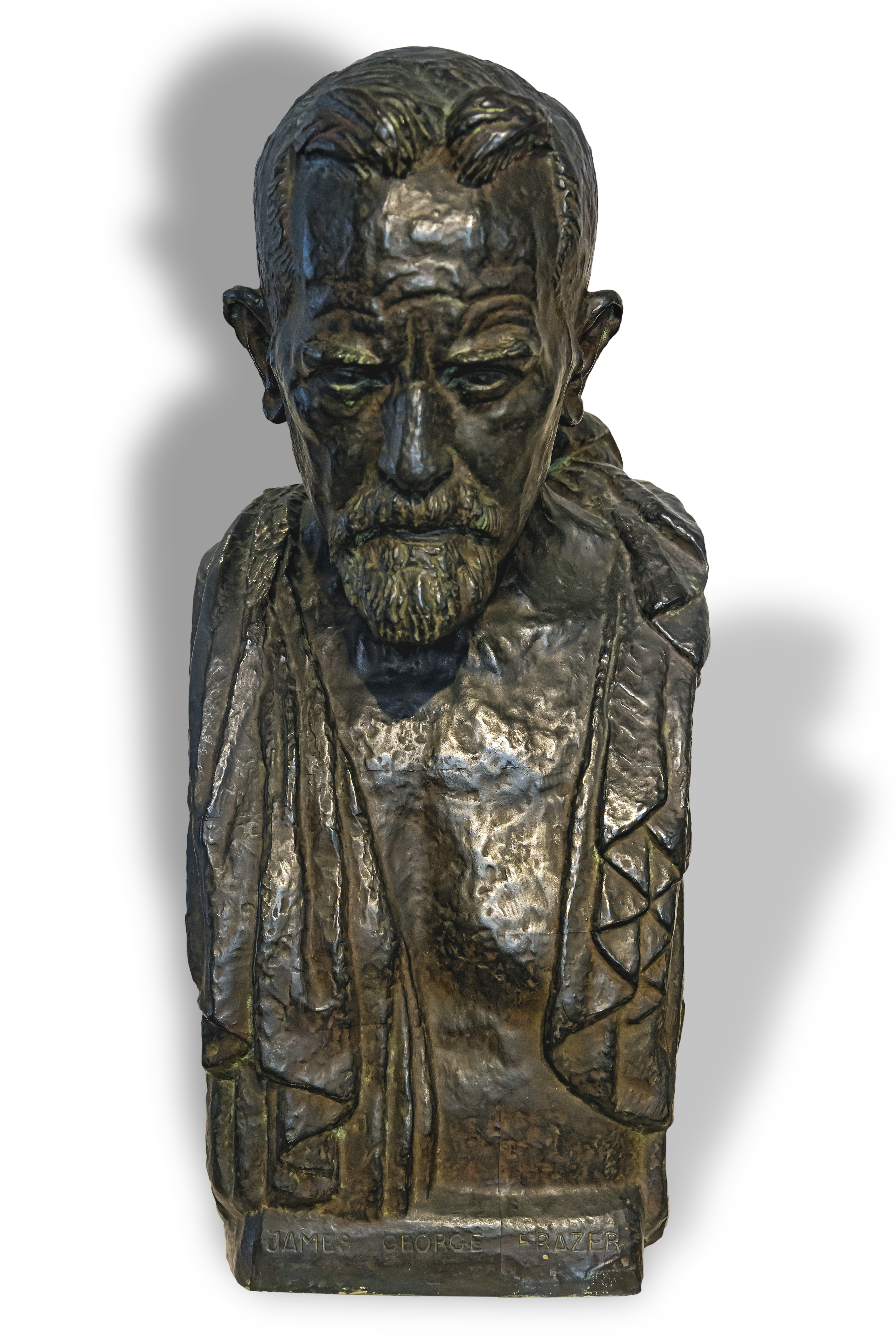
Sir James George Frazer von Antoine Bourdelle (Bronze, 1922)

Frazer empfing zahlreiche Ehrungen. 1914 wurde er zum Knight Bachelor erhoben, 1920 wurde ihm zu Ehren die Sir James George Frazer Memorial Lectureship in Social Anthropology an den Universitäten Oxford, Cambridge, Glasgow und Liverpool eingerichtet. 1910 wurde er zum Ehrenmitglied (Honorary Fellow) der Royal Society of Edinburgh gewählt. Er war korrespondierendes Mitglied des Deutschen Archäologischen Instituts (ab 1901), der Preußischen Akademie der Wissenschaften (ab 1911) und auswärtiges Mitglied der Königlich-Niederländischen Akademie der Wissenschaften (1922). 1902 wurde er zum Mitglied der British Academy gewählt. Seit 1927 war er auswärtiges Mitglied (associé étranger) der Académie des Inscriptions et Belles-Lettres.

## Werk
Frazer erforschte die religionsgeschichtlichen und volkskundlichen Hintergründe antiker Texte. Sein Interesse bestand, dem damaligen wissenschaftlichen Paradigma entsprechend, hauptsächlich in der Erforschung evolutionärer Prozesse, so dass er die hinter antiken Quellen liegenden „primitiven“ (d. h. „ursprünglichen“) Anschauungen und Riten durch Analogieschlüsse sichtbar machen wollte.
Frazers Religionsbegriff war reduktionistisch, da er Religion als defiziente Weltanschauung verstand, die auf einer falschen kognitiven Perspektive beruhe und den aus Furcht entstandenen Versuch darstelle, das bedrohte Überleben zu sichern.
Im Bereich der Ethnologie versuchte Frazer, Antriebe und Motive der so genannten „Wilden“ durch vergleichende Methoden zu erkennen. Dabei postulierte er die Fähigkeit, unterscheiden zu können, ob eine gegebene Motivation tatsächlich ausschlaggebend für das Motiv oder nur (unbewusst) vorgeschoben ist, und die wahre Motivation dahinter benennen zu können. Durch seine Forschungen trug Frazer wesentlich zur Anerkennung der Ethnologie als Wissenschaft bei.

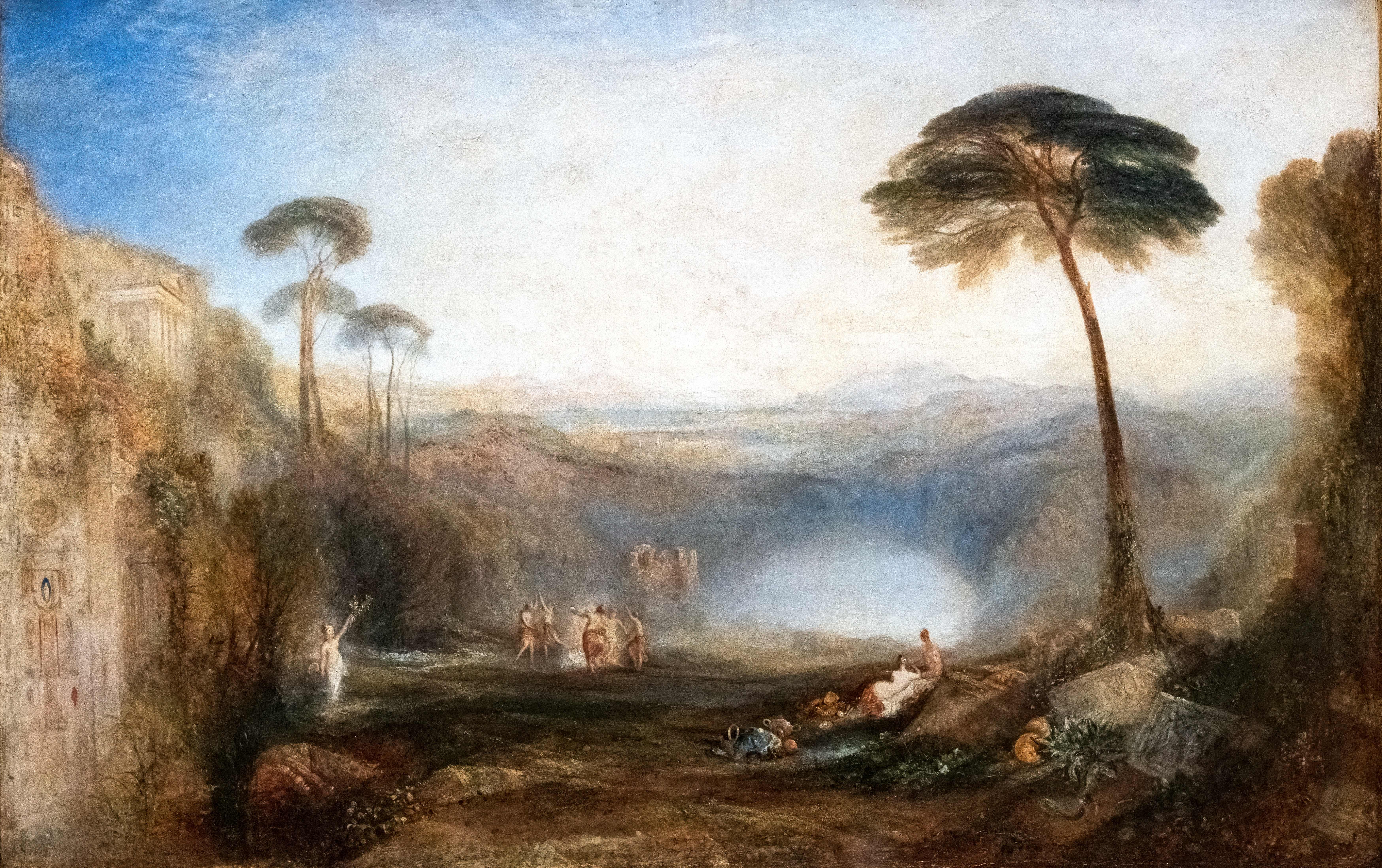
The Golden Bough
(Gemälde von William Turner)

Frazer versuchte in seinem Hauptwerk Der goldene Zweig (The Golden Bough) die griechische und römische Religionsgeschichte durch eine vergleichende Methode im Sinne Edward Tylors und der durch die Volkskunde erbrachten Forschungen zu verbinden, von denen Mannhardts Werk „Wald- und Feldkulte“ ihn am stärksten beeinflusste. Er kam zu dem Schluss, dass die Evolution des menschlichen Geistes eine Höherentwicklung von Magie zu Religion und schließlich zur Wissenschaft darstelle. Magie ist demnach der Versuch, die dem Menschen bedrohliche Umwelt zu kontrollieren und zu seinen Gunsten zu beeinflussen, und hieraus entspringe die Erkenntnis übernatürlicher Mächte, deren Wohlwollen es durch die Religion zu erreichen gelte. Besonders in seinem Vorwort zur dritten Auflage von 1928, das in der weitverbreiteten, gekürzten deutschsprachigen Ausgabe fehlt, zeigte sich Frazer als kämpferischer Religionskritiker, der es für unausweichlich hielt, die Grundlagen der Glaubensvorstellungen zu erschüttern.
Seine sendungsbewusste evolutionistische Auffassung wird jedoch heutzutage in den entsprechenden Wissenschaften nicht mehr vertreten, da zum einen der Wissenschaft nicht mehr unbedingt Sinnstiftung zugesprochen wird, zum anderen Magie und Religion vielfach vermengt sind und darüber hinausgehend Frazer von einer Leistung einzelner herausragender Individuen ausgeht und die soziologische Perspektive ablehnt. Frazers opus magnum diente zahlreichen Künstlern als Inspirationsquelle, etwa den Surrealisten Max Ernst und Wolfgang Paalen.
Frazers Werk Totemismus und Exogamie stellte zum ersten Mal in der Geschichte der Ethnologie sämtliche ethnographischen Daten zum Thema Exogamie zusammen und gilt trotz der Kritik an den Frazerschen Schlussfolgerungen als sein bedeutendes Werk. Zu seinen Anfängen als klassischer Philologe kehrte Frazer noch einmal zurück, als er 1929 Ovids Fasti herausgab und kommentierte. In diesem allgemein anerkannten fünfbändigen Werk hielt sich Frazer relativ eng an die zu erläuternden Texte und verzichtete auf evolutionistische Ansätze.

## Zitate
„Letzten Endes ist das, was wir Wahrheit nennen, doch nur die Hypothese, die sich am besten bewährt hat.“

## Schriften (Auswahl)
- Totemism (1887)
- The Origins of Totemism (1899)
- Description of Greece (1897ff.; englische Übersetzung des Werkes des Pausanias mit Kommentar; Bd. 1 Bd. 2 Bd. 3 Bd. 4 Bd. 5 Bd. 6)
- Pausanias, and other Greek sketches (1900; Digitalisat)
- The Golden Bough. A study in magic and religion. („Der Goldene Zweig“)
  - The Golden Bough, First Edition (1890, in 2 Bänden) (Ausgabe von 1894: Bd. 1 Bd. 2)
  - The Golden Bough, Second Edition (1900, in 6 Bänden)
  - The Golden Bough, Third Edition (London 1907–1915, in 12 Bänden), im Einzelnen:
    - The Magic Art and the Evolution of Kings (2 Teile) Bd. 1 Bd. 2
    - Taboo and the Perils of the Soul Digitalisat
    - The Dying God Digitalisat
    - Adonis, Attis, Osiris. Studies in the History of Oriental Religion (2 Teile) Bd. 1 Bd. 2
    - Spirits of the Corn and of the Wild (2 Teile) Bd. 1 Bd. 2
    - The Scapegoat Digitalisat
    - Balder the Beautiful. The Fire-Festivals of Europe and the Doctrine of the External Soul (2 Teile) Bd. 1 Bd. 2
    - Bibliography and General Index Digitalisat
    - Aftermath (Supplement, 1936) Digitalisat

  - The Golden Bough. Abridged Edition (1922, 1 Band). Online
 Deutsche Ausgabe: Der goldene Zweig. Das Geheimnis von Glauben und Sitten der Völker. Hirschfeld, Leipzig 1928; Neudrucke: Kiepenheuer und Witsch, Köln/Berlin 1968; Ullstein, Frankfurt 1977; Rowohlt, Reinbek 1989
- Totemism and Exogamy (1910)
- The Belief in Immortality and the Worship of the Dead (1913–1924, 3 Bände), im Einzelnen:
  - The Belief among the Aboriginees of Australia, the Torres Straits Islands, New Guinea and Melanesia (1913)
  - The Belief among the Polynesians (1922)
  - The Belief among the Micronesians (1924)
    - (im Vorwort zu Band 3 wurde ein vierter Band zu Indonesien angekündigt)
- Folk-Lore in the Old Testament: Studies in Comparative Religion, Legend and Law (1919; Digitalisat).
 Deutsche Ausgabe: Die Arche: Biblische Geschichten im Lichte der Völkerkunde. Köhler, Stuttgart 1960
- The Worship of Nature (1926) (Gifford Lectures 1923–1925)
- The Gorgon’s Head and other Literary Pieces (1927)
- Man, God, and Immortality (1927)
 Deutsche Ausgabe: Mensch, Gott und Unsterblichkeit: Gedanken über den menschlichen Fortschritt. Hirschfeld, Leipzig 1932 (Digitalisat)
- The Fasti of Ovid (1929)
- Garnered Sheaves (1931)
- The Fear of the Dead in Primitive Religion (1933–1936)
- Creation and Evolution in Primitive Cosmogonies (1935)